# Туманур
 Туманур  — деревня в Шарангском районе Нижегородской области в составе  Большеустинского сельсовета .

## География
Расположена на расстоянии примерно 12 км на северо-запад от районного центра посёлка Шаранга.

## История
Известна с 1873 года как починок, в котором дворов 7 и жителей 58, в 1905 24 и 238, в 1926 (уже деревня) 35 и 178, в 1950 46 и 182.

## Население
Постоянное население составляло 35 человек (русские 100%) в 2002 году, 20 в 2010.